# Ljungpipare
Ljungpipare (Pluvialis apricaria) är en fågel som tillhör familjen pipare. Fågeln häckar på hedar, mossar och tundra i norra Europa på västra Asien samt på nordöstra Grönland. Vintertid flyttar den till Västeuropa och Medelhavsområdet. Globalt anses den vara livskraftig och tros öka i antal.

## Utseende

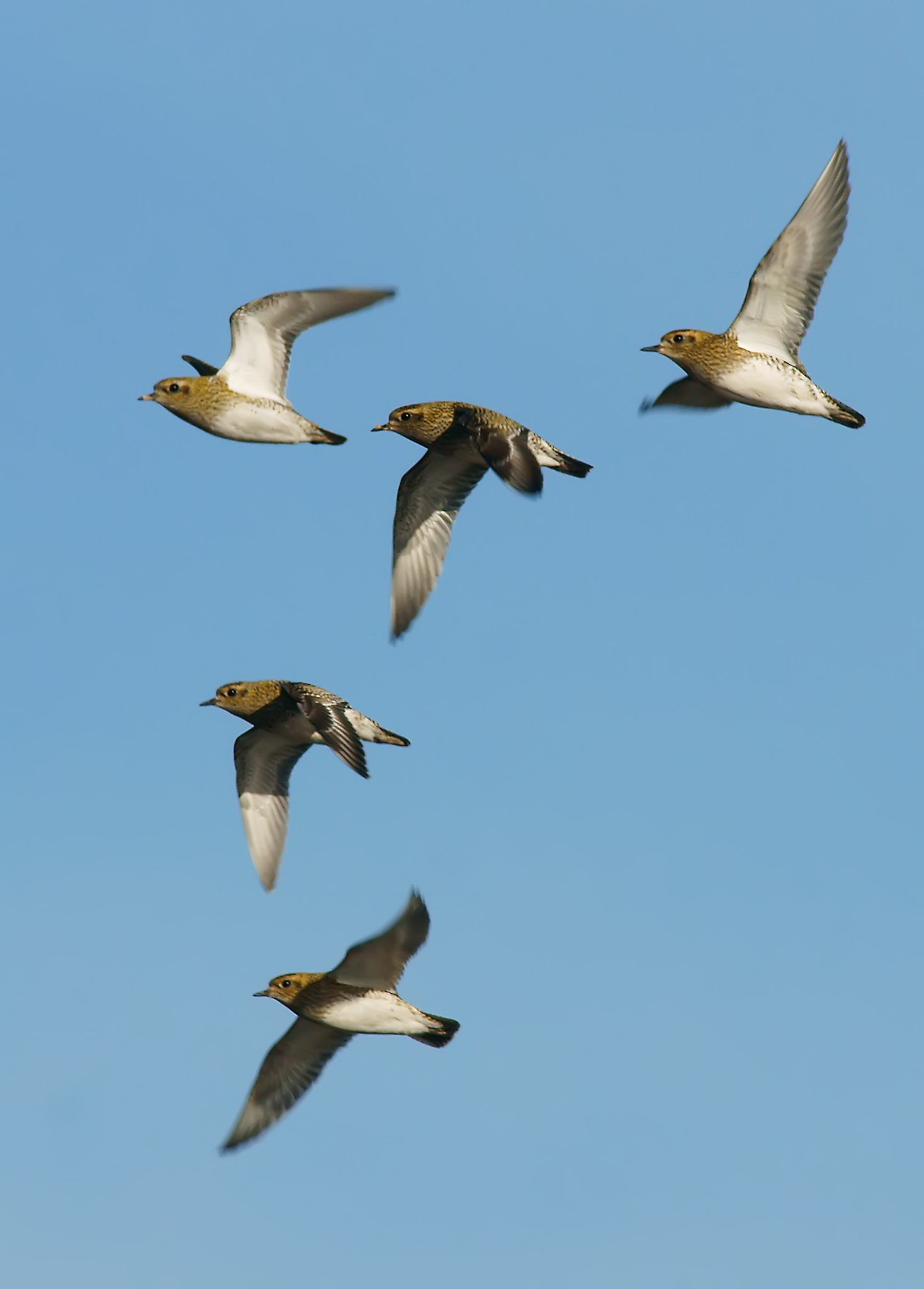
Ljungpipare i vinterdräkt.

Ljungpiparen mäter 25–28 centimeter lång, har ett vingspann på 53–59 centimeter och väger mellan 150 och 220 gram. Den är en ganska långbent vadare, med en något kompakt kropp, men mindre och något smalare än kustpiparen. Ljungpiparen har gråbrun ovansida med beigegula och vita fläckar. På våren och under häckningstiden har den svart buk och svart strupe, inramad av en vit rand. Honorna är inte lika kontrastrika som hanarna, men det finns en stor variation i den svarta färgningen så att det inte alltid är möjligt att skilja könen åt.

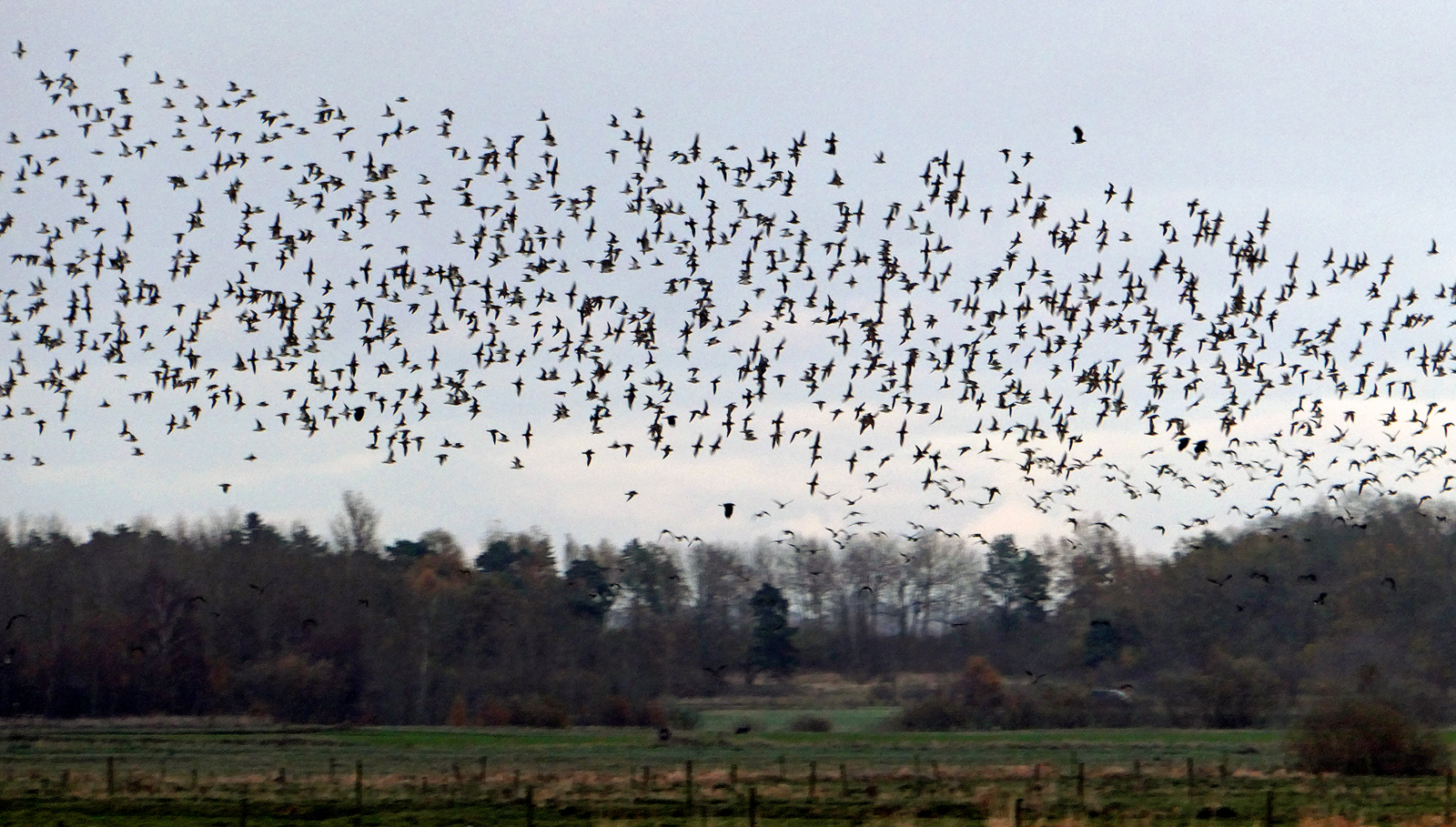
En stor flock Ljungpipare drar fram över Öja mosse i Ystad.

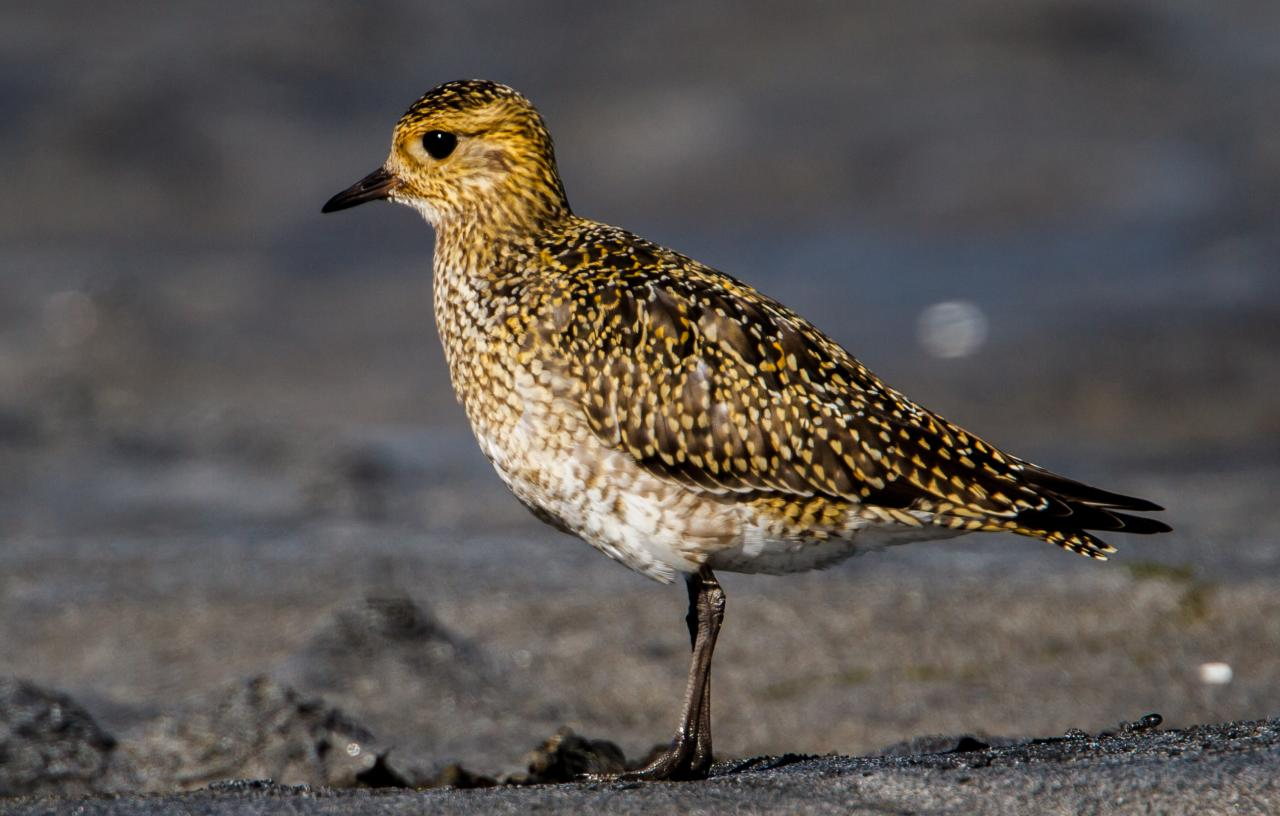
Adult ljungpipare i augusti som ruggar från sommar- till vinterdräkt.

Den kan vara mycket svår att särskilja från amerikansk och sibirisk tundrapipare, men båda dessa har längre ben och grå "armhålor", ej vita. Kustpiparen saknar de gula tonerna i fjäderdräkten och har i flykten bredare, mindre spetsiga vingar.
Nordliga fåglar har generellt en högre kontrast i fjäderdräkten och är svartare på bröstet och buken, medan typiska sydliga ljungpipare är blekare i teckningen och anlägger också en mindre komplett sommardräkt än de nordliga. De individuella variationerna är dock mycket stora.

## Läte
Ljungpiparens läten består av vemodiga visslingar, "pyh" eller "tyy(u)", som upprepas envetet av oroliga häckfåglar men även hörs i flykten. Hanarna genomför spektakulär fjärilslik sångflykt på våren när de konkurrerar om häckningsplatserna, ett rytmiskt klagande "py-pii-u py-pii-u py-pii-u...", ofta följt av snabbare "prepurrlja-prepurrlja-prepurrlja..." när den landar. Den senare varianten hörs även under andra delar av året.

## Utbredning och systematik
Ljungpipare är en flyttfågel som häckar i norra Europa, västra Asien på Sibiriska tundran, och på nordöstra Grönland. Den övervintrar i Storbritannien, på Irland, lokalt i Västeuropa från Danmark och söderut till Portugal och kring Medelhavet, vilket även omfattar Nordafrika.

### Underarter
Ljungpiparen behandlas antingen som monotypisk, det vill säga att den inte delas in i några underarter, eller delas in i två underarter med följande utbredning:
- Pluvialis apricaria altifrons – häckar på östcentrala Grönland, Island, Färöarna och norra Fennoskandia österut till västra Sibirien
- Pluvialis apricaria apricaria – häckar från Irland och Storbritannien genom norra Europa (inklusive södra Fennoskandia) till baltstaterna

### Förekomst i Sverige
I Sverige häckar ljungpiparen över stora delar av landet, på fjällhedar i norr, på myrar i övrigt och på Öland och Gotland på alvarmark. Både den "sydliga" och den "nordliga" typen (eller underarten) häckar i Sverige.

## Ekologi

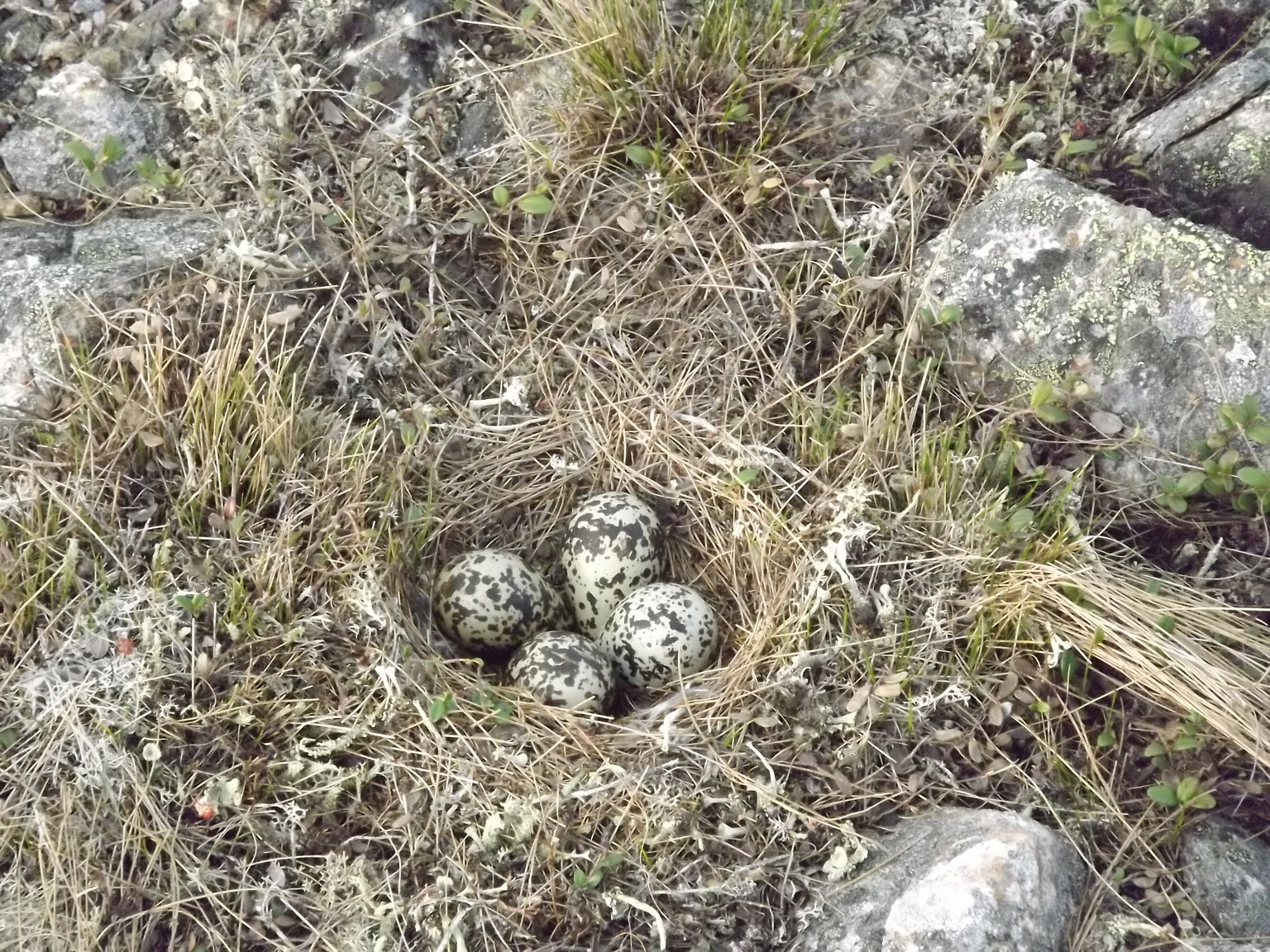
Ljungpiparbo på Vintilätunturi.

Den häckar på vidsträckta högmossar, öppna bergsängar, kalfjällshedar, torrare myrmark, alvarsmark och på tundran. Både hane och hona deltar i häckningsbestyren och växlar med varandra. Boet är en grund urgröpning på marken, som fodras med lite växtdelar. Honan lägger fyra ägg med två till tre dagars mellanrum. Äggen är vanligen 52 x 35 millimeter stora och har gulbrun färg med mörkbrunt mönster. Äggen kläcks efter ungefär 30 dagar och ungarna kan genast livnära sig själva, men övervakas fortfarande av föräldrarna. Efter ungefär en månad är ungarna flygfärdiga. Ljungpipare födosöker på tundra och stränder, vilket även kan ske månupplysta nätter. De lever av insekter, kräftdjur och snäckor men även bär.

## Ljungpiparen och människan

### Status och hot
Arten har ett stort utbredningsområde och en stor population, och tros öka i antal. Utifrån dessa kriterier kategoriserar IUCN arten som livskraftig (LC). Världspopulationen uppskattas till mellan 1,3 miljoner och 1,75 miljoner individer. Även i Sverige anses beståndet vara livskraftigt och det finns inga tecken på betydande populationsförändringar.

### Namn

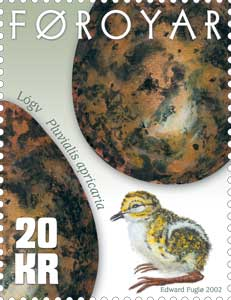
Dununge av ljungpipare med ägg på ett färöiskt frimärke.
På Färöarna häckar årligen cirka 1000 par.

Ljungpiparen är en fågel som har haft ett stort antal dialektala namn. I Skåne hette den ljungvipa, i Halland ljungspole, i Småland myrpytta, lertrana och åkerhöna. På Öland kallades den alwargrim eller alvargrimma, på Gotland för allvarhyna eller aiterhyna, i norra Sverige fjellhjerpe, hey-lo och fjellplistra medan den på samiska kallades hutti. Den har också tidigare kallats brockfogel.
| Namn                   | Trakt                | Referens | Kommentar                                                                                    |
| ---------------------- | -------------------- | -------- | -------------------------------------------------------------------------------------------- |
|                        |                      |          |                                                                                              |
| Alvargrim, alvargrimma | Öland                |          | Förväxla ej med alvargrimmia, Grimmia tergestina, som är en bladmossa.                       |
| Brockfogel             |                      | [ 10 ]   | Förväxla ej med grå brockfogel, som är ett gammalt namn för kustpipare, Pluvialis squatarola |
|                        |                      |          |                                                                                              |
| Fjellhjerpe            | Norra Sverige        |          |                                                                                              |
| Fjellplistra           | Norra Sverige        |          |                                                                                              |
| Hey-lo                 | Norra Sverige        |          |                                                                                              |
|                        |                      |          |                                                                                              |
| Hutti                  | Sápmi                |          |                                                                                              |
| Lerbena                | Södermanland         | [ 11 ]   |                                                                                              |
| Lertrana               | Småland Södermanland | [ 11 ]   |                                                                                              |
| Ljungspole             | Halland              | [ 11 ]   |                                                                                              |
| Ljungvipa              | Skåne                |          |                                                                                              |
| Myrpytta               | Småland              |          | Trivs på torr myrmark                                                                        |
| Åkerhöna               | Småland              |          | Kan även avse rapphöna (Perdix perdix)                                                       |